# Oman i olympiska sommarspelen 2000
Oman deltog i de olympiska sommarspelen 2000 med en trupp bestående av sex deltagare, alla män, men ingen av landets deltagare erövrade någon medalj.

## Friidrott
Herrarnas 200 meter
- Mohamed Al Hooch
  1. Omgång 1 - 21.19 (→ gick inte vidare, 48:e plats)

Damernas 4 x 100 meter stafett
- Mohammed Said Al Maskari, Hamood Al Dalhami, 
 Mohamed Amer Al-Malky, Jihad Al Sheikh
  1. Omgång 1 - 39.82 (→ gick inte vidare, 28:e plats)